# Lomba (Cabo Verde)
Lomba (Crioulo cabo-verdiano, ALUPEC: Lonba ou Lomba) é uma vila do município de Mosteiros, em Cabo Verde.

## Vilas próximos ou limítrofes
- São Filipe, oeste (distância: 10 km)